# Medb
Pour les articles homonymes, voir Maeva (homonymie).
Medb, Maeve ou Maëve, est, dans le cycle d’Ulster de la mythologie irlandaise, la reine de Connacht et l’épouse du roi Ailill mac Máta. Elle apparaît comme l’une des principales antagonistes des Ulaid et de leur héros Cú Chulainn, en particulier dans l’épopée Táin Bó Cúailnge. Sa résidence principale se situe à Crúachu.

## Mythologie

### Symbolique et nom
Le nom Medb est d’origine celtique et se rattache au mot signifiant hydromel (vieux-irlandais mid, gallois medd). Il pourrait dériver de l’adjectif féminin proto-celtique medu- ou medʷ- (« enivrante »), ce qui suggère une origine dans le cadre du mythe de la souveraineté, où une déesse ou une femme incarnant la souveraineté du territoire choisit un roi en lui offrant une boisson rituelle. Ce motif est perceptible dans le récit Fled Bricrenn (en), où Medb propose ses faveurs à plusieurs héros.
Une autre figure éponyme, Medb Lethderg (en), épouse successivement plusieurs rois de Tara. Certains chercheurs ont émis l’hypothèse que les traditions relatives à Medb de Connacht et à Medb de Tara pourraient partager une origine commune, ce qui expliquerait certains éléments narratifs, comme la présence notable des Laigin dans l’armée de Medb lors du Táin Bó Cuailnge.
Medb a longtemps été perçue comme un personnage historique avant d’être interprétée comme l’apothéose de divinités liées au territoire, à la fertilité et à la souveraineté. Elle présente des ressemblances avec Mér Muman de Munster et, à l’image de certaines déesses-mères gauloises, est parfois représentée avec un oiseau et un écureuil sur l’épaule. Dans les descriptions littéraires, elle est pâle, longiligne, vêtue d’un manteau rouge et armée d’une lance possiblement enflammée. Douée d’une grande rapidité, elle peut dépasser un cheval au galop et sa seule apparition suffit à affaiblir les hommes.

### Récit mythologique

#### Famille

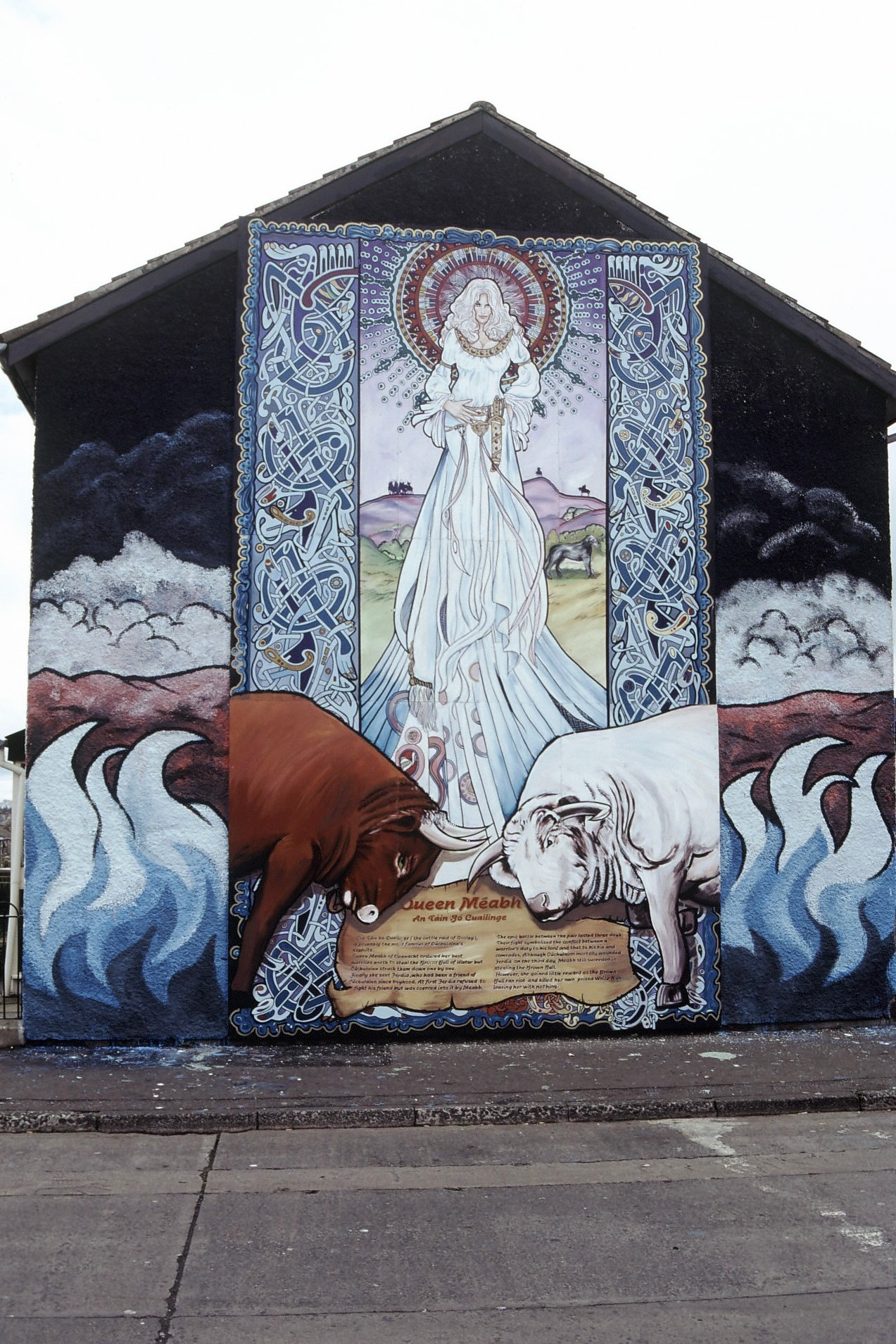
La reine Medb représentée sur une fresque du quartier d'Ardoyne, à Belfast (Irlande du Nord).

La généalogie que lui attribue les textes médiévaux en font l'une des six filles de l'Ard ri Erenn Eochaid Feidlech. Elle a pour sœurs Clothra, Eithne et Mugain, toutes associées à Conchobar mac Nessa. Sa descendance comprend plusieurs fils nommés Maine, une fille renommée, Findabair, ainsi que Cainder, Éaife et deux enfants de Fergus mac Róich, Ciar et Conmac.
Demandée en mariage par les principaux souverains d'Irlande : Finn mac Ross, roi de Leinster, Cairbre Nia Fer, roi de Tara, Conchobar Mac Nessa, roi d'Ulster et Eochaid le Petit, elle choisit finalement d'accorder sa main à Ailill, le frère cadet des rois de Leinster et de Tara.

#### Récit
Medb est dépeinte comme une figure dominante, énergique et déterminée, tant sur le plan militaire que sexuel. Dans les récits, son ambition et son avidité provoquent souvent des conséquences désastreuses pour son peuple, ce qui, dans la logique narrative médiévale, justifie la victoire finale de Cú Chulainn et de l’Ulster,. Medb apparaît dans plusieurs récits du cycle d’Ulster, notamment Táin Bó Cuailnge, Fled Bricrenn (en), Echtra Nerai et Scéla Mucce meic Da Thó. Dans le Táin, elle déclenche le conflit principal, organise ses troupes, entretient une liaison avec Fergus et affronte Cú Chulainn par l’intermédiaire de champions comme Ferdiad.
À la suite d’une discussion à propos de leurs richesses personnelles, il s’avère que Ailill possède un taureau de plus, le Beau Cornu d’Ai. La question est d’importance puisque dans la société celtique, la richesse détermine la préséance royale. Elle fait demander à Dare, noble d’Ulster, de lui vendre son taureau, le mythique Brun de Cúailnge, mais il refuse en dépit de la fortune qu’on lui offre. Coalisant les autres provinces d’Irlande (Leinster, Munster et Meath), elle organise une expédition contre l’Ulster, pour la capture du taureau de Cúailnge. Le héros Cúchulainn, défenseur de l’Ulster, tue un grand nombre d’ennemis et, après le réveil des Ulates qui avaient été ensorcelés, c’est la déroute des guerriers d’Irlande.
Medb et Ailill ont une fille, Findabair, dont le nom est apparenté au gallois Gwenhwyfar. Dans le Táin Bó Cuailnge, Findabair est utilisée par sa mère comme moyen de persuasion auprès de champions du Connacht pour combattre Cú Chulainn, chacun connaissant une fin tragique.
Dans la Táin Bó Cúailnge, Medb et Ailill ont un fils adoptif, Etarcumul (ou Etarcomol), qui affronte Cúchulainn dans un duel à mort, alors que Fergus Mac Roeg a vainement tenté de l’empêcher. Ne voulant pas le tuer, le héros d’Ulster rase l’herbe sous ses pieds d’un coup d’épée, puis il lacère ses habits sans le toucher, au troisième assaut il lui rase le crâne. Le combat devant prendre fin, Cúchulainn le coupe en deux à partir de la tête.
Sa mort est relatée dans un texte du XIe siècle : après avoir tué sa sœur Clothra enceinte, elle est elle-même frappée à la tête par un projectile de fronde (un morceau de fromage durci) lancé par Furbaide Ferbend (en), fils de Clothra, alors qu’elle se baigne sur l’île d’Inchcleraun (en).

## Postérité
Dans les récits, le couple est marqué par la personnalité dominante de Medb, décrite comme énergique et proactive, tant sur le plan militaire que sexuel. Cette caractérisation suscite un intérêt particulier de la part des lecteurs modernes, notamment dans une perspective féministe, mais elle reflète aussi l’importance que les publics médiévaux accordent à ce personnage. 

### Art contemporain
- Medb figure parmi les 1 038 femmes référencées dans l'œuvre d’art contemporain The Dinner Party (1979) de Judy Chicago. Son nom y est associé à Boadicée[4],[5].
- Medb est un personnage jouable dans le jeu vidéo Fate/Grand Order.

## Sources
- La Razzia des vaches de Cooley, récit celtique irlandais traduit de l'irlandais, présenté et annoté par Christian-J. Guyonvarc'h, Gallimard, coll. « L'Aube des Peuples », Paris, 1994  (ISBN 2-07-073898-1).
- Anonyme, La Rafle des vaches de Cooley, récit celtique, traduit de l’irlandais, présenté et annoté par Alain Daniel, Éditions L’Harmattan, Paris, 1997,  (ISBN 2-7384-5250-7).